# Mise en abyme

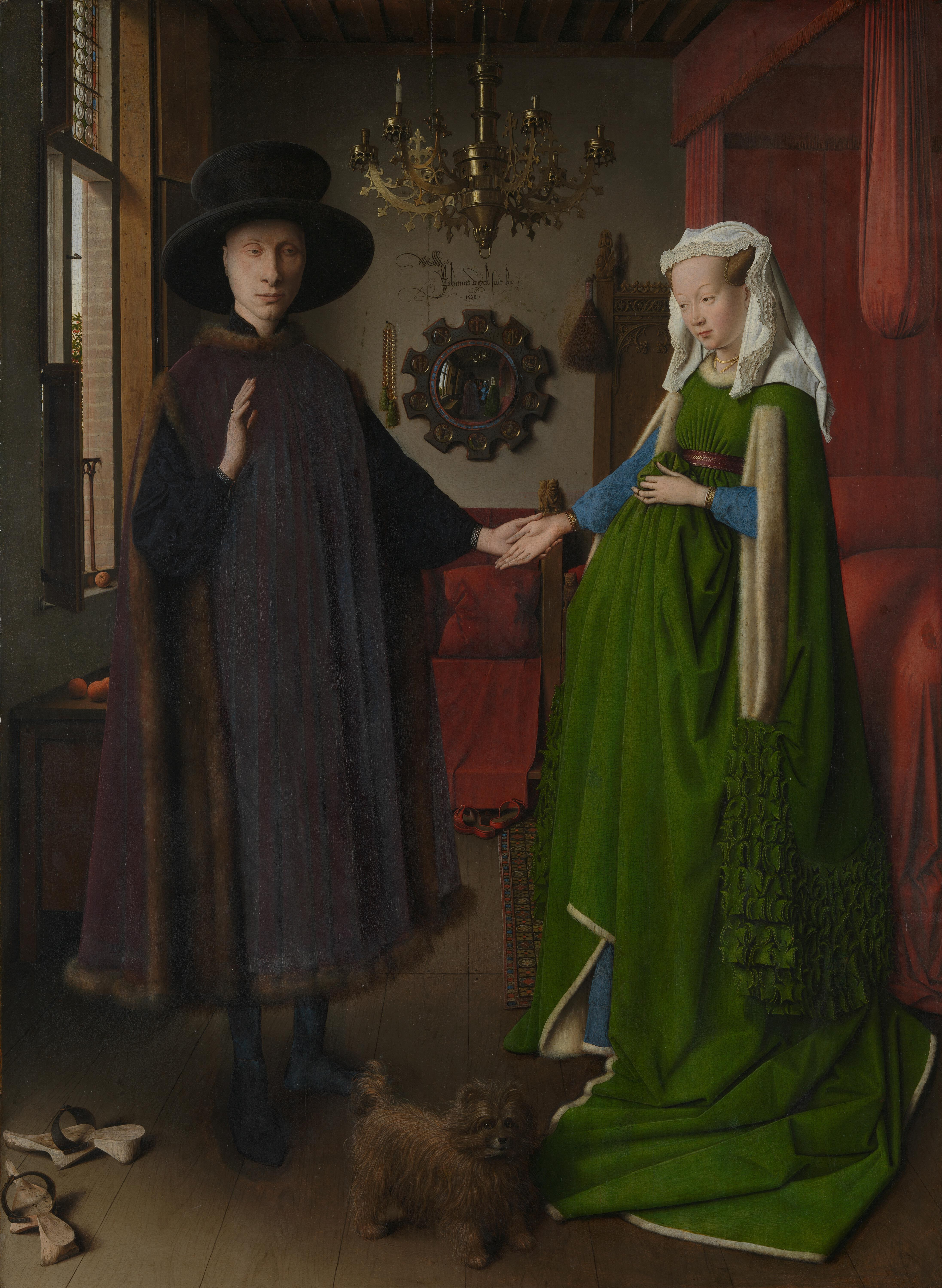
En el Retrato de Giovanni Arnolfini y su esposa (1434) de Jan van Eyck encontramos un ejemplo de mise en abyme. El motivo de la obra aparece nuevamente en el espejo de la parte central, ampliada en la figura de abajo.

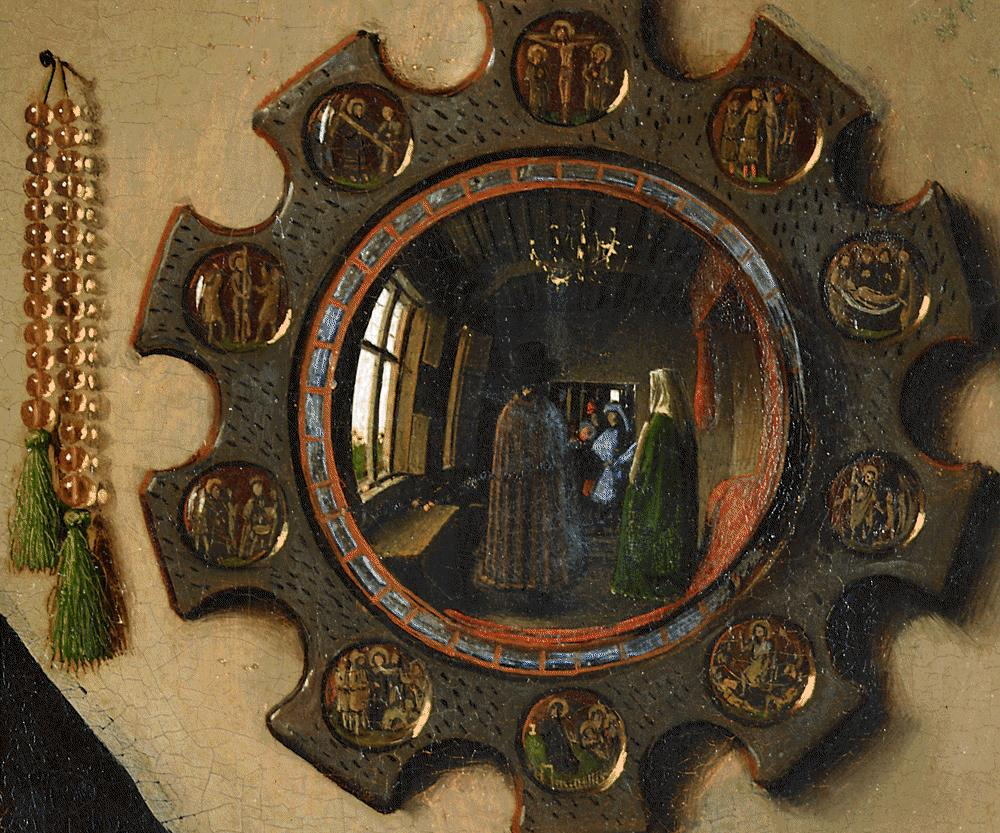
Detalle

Escudo del pueblo francés de Gouzeaucourt, con "mise en abyme".

En literatura, la expresión francesa mise en abyme (también mise en abîme), que traducida literalmente quiere decir «puesta en abismo», se refiere al procedimiento narrativo que consiste en imbricar dentro de una narración otra similar o de misma temática, de manera análoga a las matrioskas o muñecas rusas, una forma fractal de metaliteratura. En la historia del arte occidental, la mise en abyme es una técnica formal que consiste en colocar una copia de una imagen dentro de sí misma, a menudo de forma que sugiera una secuencia infinitamente recurrente. El término fue acuñado por primera vez para la crítica moderna por el escritor francés André Gide, tomándolo prestado de la heráldica.
En muchos idiomas, como el alemán, inglés e italiano, se suele utilizar directamente la locución francesa, sin traducirla. Esto también sucede en español, pero existen también otras fórmulas, entre las que destacan «puesta en abismo», «construcción en abismo», «construcción» o «estructura» abismal y «abismación». También se generalizó el uso de la expresión para referirse al empleo de estructuras análogas en campos tan diversos como el arte cinematográfico, el teatro («teatro en el teatro»), la fotografía, las artes gráficas en general y las matemáticas (la autosimilitud y los fractales). No se debe confundir con la narración enmarcada, cuyo ejemplo más representativo es Las mil y una noches, una serie de relatos que a su vez forman parte de un relato que los contiene.
«Abyme» significa «abismo» en francés, en tanto profundidad grande, imponente y peligrosa, como la de los mares, la de un tajo o la de una sima.
Una acepción común de la frase es la experiencia visual de situarse entre dos espejos, viendo como resultado una reproducción infinita de la propia imagen. Otra es el efecto Droste, en el que una imagen aparece dentro de sí misma, en un lugar en el que cabría esperar de forma realista que apareciera una imagen similar. Debe su nombre al paquete de cacao Droste de 1904, en el que aparece una mujer sosteniendo una bandeja con un paquete de cacao Droste, que a su vez lleva una versión más pequeña de su imagen.

## Origen y etimología de la expresión
La expresión fue introducida en 1893 por André Gide en su Journal (Diario, 1889-1939), pero la técnica era ya utilizada desde la antigüedad. En palabras del autor, consiste en recrear en el ámbito de los personajes el tema general de la obra, tal y como en la heráldica en un escudo se encuentra dibujado el escudo mismo.

J'aime assez qu'en une œuvre d'art on retrouve ainsi transposé, à l'échelle des personnages, le sujet même de cette œuvre par comparaison avec ce procédé du blason qui consiste, dans le premier, à mettre le second en abyme.

Me gusta bastante que en una obra de arte encontremos el tema mismo de la obra transpuesto a la escala de los caracteres, por comparación con el proceso del escudo de armas que consiste, en aquélla, en poner éste en abyme.

En francés, una de las acepciones de «abyîme» es el punto o una zona central de un escudo, en el cual existe una figura colocada de tal manera que los otros elementos no están en contacto con aquella, dando así la impresión de encontrarse en relieve. El elemento colocado «en abismo» se encuentra así puesto en «el fondo» (Conf. Le Trésor de la Langue Française informatisé ).
En español, la voz «abismo» significa, asimismo, en quinta acepción, la parte o el punto central del escudo, según indica el Diccionario de la Real Academia Española.
La palabra francesa «abyme», deriva, al igual que la palabra española «abismo», del latín clásico «abyssus», que en latín medieval evolucionó a «abysmus», «abismus», hasta llegar a las formas actuales en francés y en castellano. La voz latina proviene, a su vez, del griego ἄβυσσος (ábyssos) «sin fondo», compuesta de «a» (partícula privativa) y de «byssos» («fondo del mar»).

## En la literatura y el cine

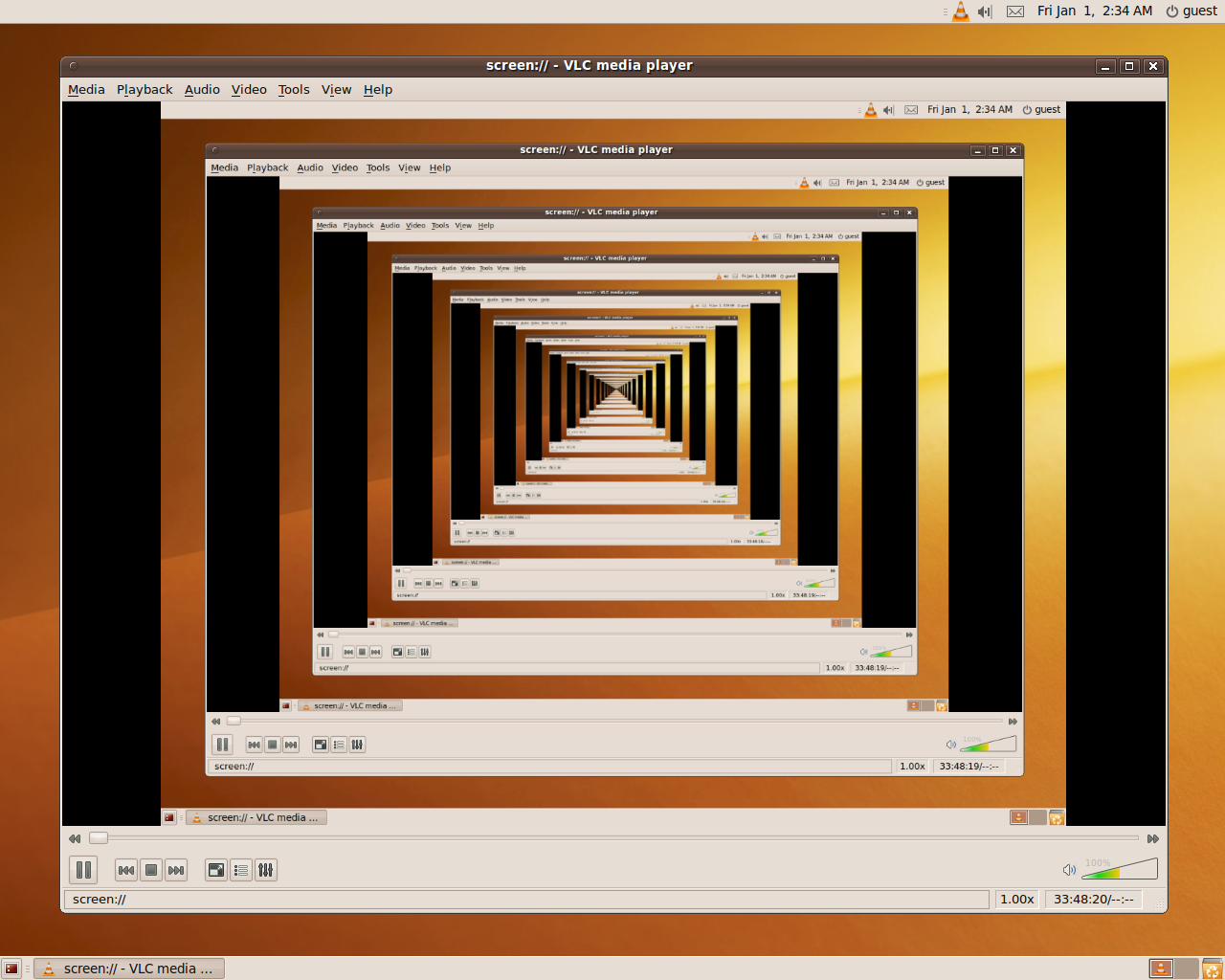
Capturas de pantalla recursivas

La mise en abyme ocurre en un texto cuando hay una reduplicación de imágenes o conceptos referidos al todo textual. La mise en abyme es un juego de significantes dentro de un texto, de subtextos que se reflejan mutuamente. Este reflejo puede alcanzar un nivel en el que el significado puede volverse inestable y, en este sentido, puede considerarse parte del proceso de deconstrucción. La película-dentro-de-otra película, en la que una película incluye una trama sobre la realización de otra película, es un ejemplo de mise en abyme. La película que se hace dentro de la película remite, a través de su mise en scène (puesta en escena), a la película real que se está rodando. Los espectadores ven el equipo de rodaje, a las estrellas preparándose para la toma, al equipo resolviendo las diversas peticiones del director. La narrativa de la película dentro de la película puede reflejar directamente la de la película real. Un ejemplo es La Nuit américaine (1973) de François Truffaut.
En el cine, el significado de mise en abyme es similar a la definición artística, pero también incluye la idea de un «sueño dentro de un sueño». Por ejemplo, un personaje despierta de un sueño y más tarde descubre que sigue soñando. Actividades similares al soñar, como la inconsciencia o la realidad virtual, también se describen como mise en abyme. Esto se puede ver en la película eXistenZ, donde los dos protagonistas nunca saben realmente si están o no fuera del juego. También es un elemento notable en Synecdoche, New York (2008), de Charlie Kaufman. Hay ejemplos más recientes en las películas Inland Empire (2007) o Inception (2010). Entre los ejemplos cinematográficos clásicos se encuentran la bola de nieve de Citizen Kane (1941), que ofrece una pista sobre el misterio central de la película, o la discusión de las obras escritas de Edgar Allan Poe (en particular «La carta robada») en la película de Jean-Luc Godard Bande à part (1964).
En la crítica literaria, la mise en abyme es un tipo de relato marco, en el que la narrativa central puede utilizarse para aclarar algún aspecto de la narrativa que enmarca. El término se utiliza en la deconstrucción y en la crítica literaria deconstructiva como paradigma de la naturaleza intertextual del lenguaje, es decir, de la forma en que el lenguaje nunca llega a alcanzar el fundamento de la realidad porque se refiere en una forma de marco-dentro-de-un-marco, a otro lenguaje, que a su vez se refiere a otro lenguaje, y así sucesivamente.

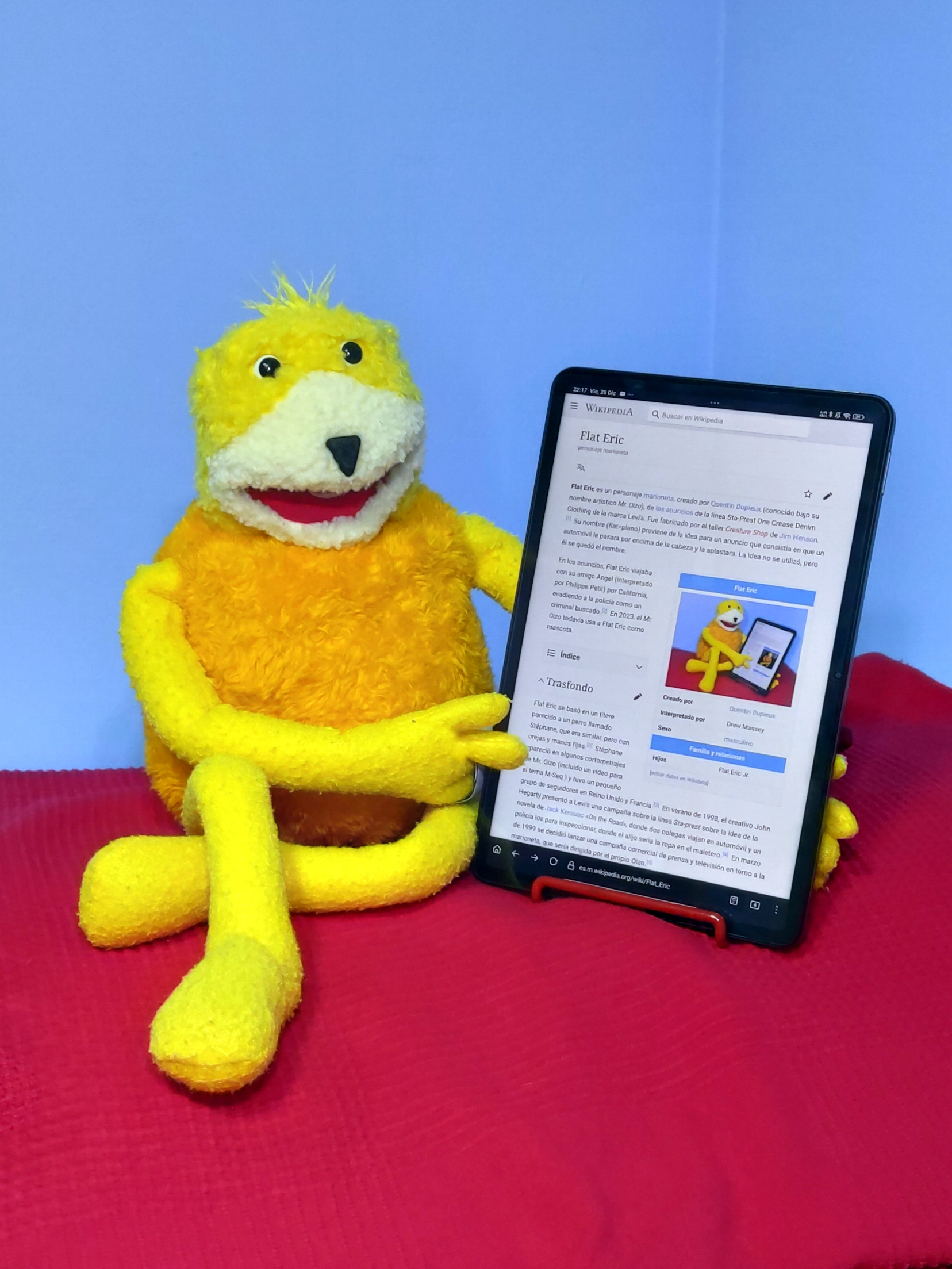
Flat Eric, encantado con su mise en abyme a través de una tableta.

En la comedia, el acto final de The Inside Outtakes de Bo Burnham contiene un capítulo titulado «Mise en abyme», en el que se muestran secuencias proyectadas en un monitor que son captadas por la cámara, ligeramente retrasadas a cada paso. Este efecto pone de relieve la desconexión entre Burnham y el proyecto durante el proceso artístico.